# كارلوس باتشيكو
كارلوس باتشيكو (بالإسبانية: Carlos Pacheco)‏ (و. 1961  م) هو مؤلف، وكاتب سيناريو، وفنان قصص مصورة إسباني.